# Маунтен-В'ю (Північна Кароліна)
Маунтен-В'ю (англ. Mountain View) — переписна місцевість (CDP) в США, в окрузі Кетоба штату Північна Кароліна. Населення — 3590 осіб (2020).

## Географія
Маунтен-В'ю розташований за координатами 35°40′59″ пн. ш. 81°22′8″ зх. д. / 35.68306° пн. ш. 81.36889° зх. д. (35.683097, -81.368953). За даними Бюро перепису населення США в 2010 році переписна місцевість мала площу 12,01 км², з яких 11,98 км² — суходіл та 0,03 км² — водойми.

## Демографія
Згідно з переписом 2010 року, у переписній місцевості мешкали 3552 особи в 1363 домогосподарствах у складі 1023 родин. Густота населення становила 296 осіб/км². Було 1439 помешкань (120/км²).
Расовий склад населення:
| - 85,8 % — білих - 8,1 % — чорних або афроамериканців - 2,7 % — азіатів - 0,2 % — корінних американців - 0,1 % — вихідців з тихоокеанських островів - 1,5 % — осіб інших рас |

До двох чи більше рас належало 1,5 %. Частка іспаномовних становила 4,2 % від усіх жителів.
За віковим діапазоном населення розподілялося таким чином: 23,2 % — особи молодші 18 років, 64,3 % — особи у віці 18—64 років, 12,5 % — особи у віці 65 років та старші. Медіана віку мешканця становила 41,1 року. На 100 осіб жіночої статі у переписній місцевості припадало 95,7 чоловіків; на 100 жінок у віці від 18 років та старших — 92,4 чоловіків також старших 18 років.
Середній дохід на одне домашнє господарство становив 51 143 долари США (медіана — 46 782), а середній дохід на одну сім'ю — 57 619 доларів (медіана — 55 769). За межею бідності перебувало 5,4 % осіб, у тому числі 13,0 % дітей у віці до 18 років та 9,1 % осіб у віці 65 років та старших.
Цивільне працевлаштоване населення становило 1648 осіб. Основні галузі зайнятості: освіта, охорона здоров'я та соціальна допомога — 36,5 %, виробництво — 29,8 %, роздрібна торгівля — 7,8 %, науковці, спеціалісти, менеджери — 5,6 %.